# 厚唇裸重唇鱼
厚唇裸重唇鱼（学名：Gymnodiptychus pachycheilus）为輻鰭魚綱鯉形目鲤科裸重唇鱼属的鱼类，俗名重唇花鱼、麻鱼，是中国的特有物种。分布于黄河水系、长江水系各河流上游的高原宽谷河段等。该物种的模式产地在黄河上游。體長可達60公分。

## 扩展阅读
維基物種上的相關：厚唇裸重唇鱼
- 黄河土著鱼类列表